# Panterlilja
Panterlilja (Lilium pardalinum) är en art i familjen familjen från västra Nordamerika.
- Wikimedia Commons har media som rör Panterlilja.